# Мира Радева
Мирослава Радева, по-известна като Мира Радева, а до развода си и като Мира Янова, е българска социоложка.

## Биография
Магистър по социология на Софийския университет от 1980 г. Специализира в Университета Париж VII и Калифорнийския университет в Бъркли, САЩ.
Доктор по социология в Института по социология към БАН от 1986 г. с дисертация на тема „Конфликтите в организацията“. Преподава в Пловдивския университет „Паисий Хилендарски“, където става доцент през 2012 г.
От 1991 г. ръководи Института за социални изследвания и маркетинг „МБМД“.
В края на 2014 г. открива ресторант „Сладко и солено“ в с. Бели Искър.